# Katzhütte
Katzhütte település Németországban, azon belül Türingiában. Lakosainak száma 1229 fő (2023. december 31.).

## Népesség
A település népességének változása:
| Lakosok száma | 1657 | 1317 | 1293 | 1267 | 1257 | 1229 |
|               | 2010 | 2017 | 2019 | 2021 | 2022 | 2023 |